# George Green

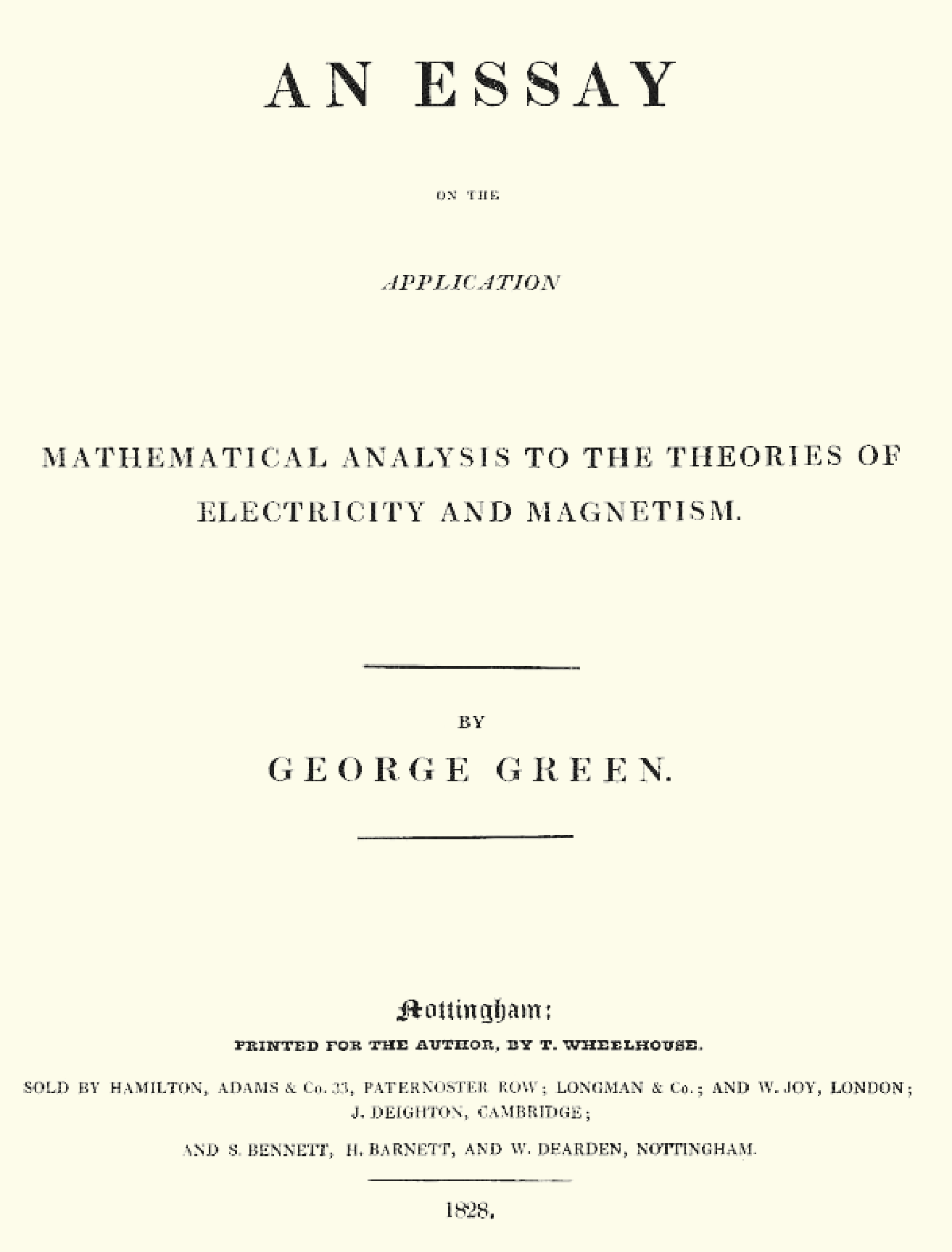
Strona tytułowa oryginalnego eseju George'a Greena, który jest znany jako twierdzenie Greena. Publikacja została wydana za prywatne pieniądze autora (informacja ta jest zamieszczona na stronie tytułowej).

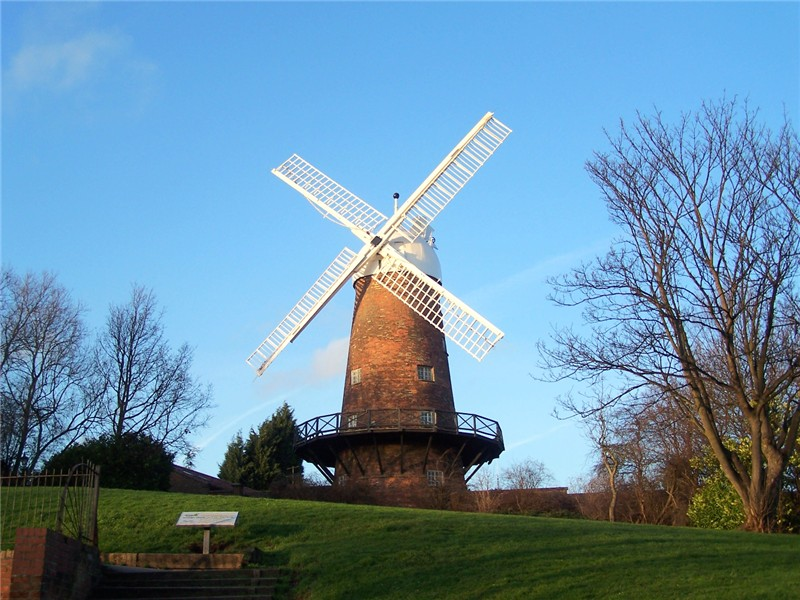
Młyn Greena w Sneinton, własność ojca Greena. W roku 1986 został odrestaurowany i obecnie jest centrum naukowym.

George Green (ur. 14 lipca 1793, zm. 31 maja 1841) – angielski matematyk i fizyk.

## Życiorys
Urodził się w Sneinton koło Nottingham i spędził tam większość swojego życia (do 40. roku życia pracował jako piekarz i młynarz). Początkowo samouk, w latach 1833-37 studiował w Gonville and Caius College na Uniwersytecie Cambridge. Ukończył studia jako ang. Fourth Wragler, czyli kończąc jako czwarty najlepszy na roku. Zajmował się teorią elektryczności, magnetyzmu oraz opytki. W 1828 stworzył podstawy teorii potencjału w swojej głównej pracy Esej o zastosowaniu analizy matematycznej do teorii elektryczności i magnetyzmu (An Essay on the Application of Mathematical Analysis to the Theories of Electricity and Magnetism). Rozwinął w niej teorię elektryczności i magnetyzmu w oparciu o odkrytą przez niego zależność między całkowaniem po powierzchni i po objętości (Twierdzenie Greena). W pracy tej wprowadził szczególny przypadek funkcji związanej z analitycznym przedstawieniem rozwiązań zadań brzegowych fizyki matematycznej (Funkcja Greena).  W 1839 opublikował prace dotyczące odbicia i załamania światła w ośrodkach krystalicznych. Wyprowadził w nich podstawowe równania teorii sprężystości, wyprowadzając je z prawa zachowania energii. Przedwczesną śmierć spowodował alkoholizm, w który wpadł po osiągnięciu uznania w kręgach naukowych. W tym samych roku został członkiem (ang. Fellow) Caius College, ale przebywał tam tylko dwa semestry. W 1840 powrócił do Nottingham, umarł rok później.

## Wczesna młodość
Green urodził się i przeżył większość swojego życia w miasteczku Sneinton w Nottinghamshire, obecnie będącym częścią miasta Nottingham. Jego ojciec, również George, był piekarzem, który zbudował młyn (wiatrak) . Chłopiec był słabej konstrukcji fizycznej, ale tak jak większość dzieci w tych czasach był zmuszony do pracy w piekarni od piątego roku życia. Młody Green chodził do szkoły tylko jeden rok, od ósmego do dziewiątego roku życia. Ojciec, ze względu na nieprzeciętną inteligencję syna, oddał go do Akademii Roberta Goodacre'a. Robert Goodacre był znanym w tych czasach nauczycielem i popularyzatorem nauki. Opublikował on pracę Essay on the Education of Youth (Esej o edukacji młodzieży), w którym napisał, że nie "studiuje zainteresowań chłopca, ale embrionu ludzkiego". Przez niespecjalistę Goodacre mógł być postrzegany jako człowiek głęboko wykształcony w naukach przyrodniczych i matematyce, ale dokładne przestudiowanie jego eseju i programu nauczania pokazuje, że jego wiedza matematyczna ograniczona była do arytmetyki, trygonometrii i logarytmów. Zatem późniejsze osiągnięcia Greena, wymagające wiedzy z bardzo nowoczesnych dziedzin matematyki, nie były rezultatem jego bytności w Akademii Roberta Goodacre'a. George pozostawał tam tylko cztery okresy (jeden rok szkolny), bo przypuszczalnie więcej się tam już niczego nie mógł nauczyć.

## Lista publikacji
- An Essay on the Application of Mathematical Analysis to the Theories of Electricity and Magnetism. By George Green, Nottingham. Printed for the Author by T. Wheelhouse, Nottingham. 1828. (Quarto, vii + 72 strony)
- Mathematical Investigations concerning the Laws of the Equilibrium of Fluids analogous to the Electric Fluid, with other similar Researches. By George Green, Esq., Communicated by Sir Edward Ffrench Bromhead, Bart., M.A., F.R.S.L. and E. (Cambridge Philosophical Society, odczytane 12 listopada 1832, wydrukowane w Transactions w 1833. Quatro, 64 strony) Vol. III, Part I.
- On the Determination of the Exterior and Interior Attractions of Ellipsoids of Variable Densities. By George Green, Esq., Caius College. (Cambridge Philosophical Society, odczytane 6 maja 1833, wydrukowane w Transactions w 1835. Quarto, 35 stron.) Vol. III, Part III.
- Researches on the Vibration of Pendulums in Fluid Media. By George Green, Esq., Communicated by Sir Edward Ffrench Bromhead, Bart., M.A., F.R.S.S. Lond. and Ed. (Royal Society of Edinburgh, odczytane 16 grudnia 1833, wydrukowane w Transactions w 1836, Quarto, 9 stron) Vol. III, Part I.
- On the Motion of Waves in a Variable Canal of Small Width and Depth. By George Green, Esq., BA, of Caius College. (Cambridge Philosophical Society, odczytane 15 maja 1837, wydrukowane w Transactions w 1838. Quarto, 6 pages.) Vol. VI, Part IV.
- On the Reflexion and Refraction of Sound. By George Green, Esq., BA, of Caius College, Cambridge. (Cambridge Philosophical Society, odczytane 11 grudnia 1837, wydrukowane w Transactions w 1838. Quarto, 11 stron) Vol. VI, Part III.
- On the Laws of Relexion and Refraction of Light at the common Surface of two non-crystallized Media. By George Green, Esq., BA, of Caius College. (Cambridge Philosophical Society, odczytane 11 grudnia 1837, wydrukowane w Transactions w 1838. Quarto, 24 strony) Vol. VII, Part I.
- Note on the Motion of Waves in Canals. By George Green, Esq., BA, of Caius College. (Cambridge Philosophical Society, odczytane 18 lutego 1839, wydrukowane w Transactions w 1839. Quarto, 9 stron) Vol. VII, Part I.
- Supplement to a Memoir on the Reflexion and Refraction of Light. By George Green, Esq., BA, of Caius College. (Cambridge Philosophical Society, read 6 maja1839, wydrukowane w Transactions w 1839. Quarto, 8 pages.) Vol. VII, Part I.
- On the Propagation of Light in Crystallized Media. By George Green, BA, Fellow of Caius College. (Cambridge Philosophical Society, odczytane 20 maja 1839, wydrukowano w Transactions w 1839. Quarto, 20 stron) Vol. VII, Part II.